# سركان
سركان (بالفارسية: سرکان) هي منطقة سكنية تقع في إيران في البلدة المركزية. يقدر عدد سكانها بـ 4,557 نسمة .